# Pseudopallene glutus
Pseudopallene glutus är en havsspindelart som beskrevs av Pushkin, A.F. 1975. Pseudopallene glutus ingår i släktet Pseudopallene och familjen Callipallenidae. Inga underarter finns listade i Catalogue of Life.